# Детлофф, Хенрик
Хенрик Детлофф (норв. Henrik Dethloff; 4 апреля 1867 — 18 июня 1925) — норвежский филателист, специализировавшийся в области коллекционирования почтовых марок Норвегии.
Хенрик Детлофф родился в Кристиании, в семье торговца Франца Генриха Детлоффа (Frantz Heinrich Dethloff; 1829—1894) и Йоханны Андреа Матильды Ван (Johanne Andrea Mathilde Wang). Он был старшим братом офтальмолога Ганса Готфрида Детлоффа и, следовательно, деверем Элизы Детлофф.
Детлофф был награждён медалью Кроуфорда вместе с Юстусом Андерсеном Королевским филателистическим обществом Лондона в 1925 году за работу «Почтовые марки Норвегии, 1855—1924» (Norges Frimerker, 1855—1924). Он умер в июне 1925 года в Осло.

## Избранные публикации
- Norges Frimerker, 1855—1924. — Kristiania filatelist-klubs, 1925. (в соавторстве с Justus Anderssen)
- Norges Frimerker, 1855—1914. — Kirste & Sieberth Bok og Kunsttykkeri, 1915. (в соавторстве с Justus Anderssen)